# 陸恭蕙
陸恭蕙，SBS，OBE，JP（1956年2月1日—），香港政治人物，前香港環境局副局長，前民權黨主席及創辦人，思匯政策研究所創辦人及保護海港協會主席。於1992年至2000年期間擔任立法局及立法會議員。現任香港科技大學環境及可持續發展學部首席發展顧問和訪問教授。

## 生平
1956年在香港出生，幼年於香港英童中學就讀，至14歲時被送到英國百福中學升學。1979年，她在英國赫爾大學取得法律系學士學位（後期還在香港城市大學取得中國法及比較法法學碩士學位），但她並沒有加入法律界，反而進入了美資的期貨交易公司飛利浦兄弟香港有限公司（英語：Philipp Brothers）當練習生，從事金屬期貨買賣；後更成為公司駐北京的董事總經理，至1991年因事離任 。
1992年，陸恭蕙在于品海邀請下出任智才發展部的總監，負責引入「Loft」零售店和九號貨櫃碼頭的投標工作。同年，她獲時任港督彭定康委任立法局議員，展開其政治生涯。任內，她推動通過《新界土地（豁免）條例》，成功令女性原居民也獲得繼承權；由於這破壞了新界原居民的傳統，曾有男性原居民威脅把她強姦。1995年，她參加立法局地方直選，並當選取得港島中議席。1997年，她在立法局提出私人條例草案，通過《保護海港條例》；此外，她於年內建立民權黨並兼任黨主席。
2000年4月，陸恭蕙宣佈不再參選立法會，退出政壇；同年12月，成立思匯政策研究所並任行政總監。由於陸恭蕙與商界關係友好，思匯成立初期，已得到新鴻基地產慈善基金、美國Rockefeller Brothers Fund等十間機構捐款。
2006年加入香港交易所任董事。2009年獲委任為非官守太平紳士。
2011年12月20日，獲法國頒發國家榮譽騎士勳章。
2012年9月12日，第一屆梁振英政府公佈委任陸恭蕙出任香港環境局副局長；思匯同日公布由葉溵溵接替陸出任行政總監。陸表示自己從沒有申請副局長職位，是特首梁振英親自邀請，才答應出任；她加入政府的目的是做好環保工作，希望與黃錦星合作可以做到事。

## 家庭
陸恭蕙的母親莫綺萍為莫仕揚家族成員，是太古洋行買辦莫幹生的孫女；父親陸孝儀則是棉花商人，堂大伯陸孝佩為公和建築創辦人，與新地主席郭炳聯為姻親。陸恭蕙的父母在她六歲那年離婚，陸母後來改嫁丹麥人Jens Munk，而陸父則在美國再婚育有兩子，名叫陸恭元、陸恭和。
陸恭蕙曾與德國人方保文結婚，但婚姻只維持了八個月。後與何力勤成為伴侶，二人在2005年於美國借代母誕下一名女嬰。梁振英政府完結，陸恭蕙離開政府，隨同家庭在香港和洛杉磯兩邊走。

## 公職
- 香港科技大學校董會成員（1999-2006）
- 思匯政策研究所行政總監
- 保護海港協會主席
- 健康空氣行動主席
- 香港交易所董事，委員會小組成員（2005／2006年度）
- 立法局議員（1992年10月8日－1997年6月30日）
- 立法會議員（1998年7月1日－2000年9月30日）
- 前立法會環境事務委員會主席

## 著作
- 《地下陣線：中共在香港的歷史》 （页面存档备份，存于） . 香港大學出版社. 2010  [2010-08-26]. ISBN 9789622099968. （原始内容存档于2021-04-20） （英语）.
- CCP in HK 《共產黨在香港》  isbn=9888028944